# Олимпик-Маунтинс
Оли́мпик-Ма́унтинс, Олимпик, Олимпийские горы (англ. Olympic Mountains) — горы в системе Береговых хребтов Северной Америки, в штате Вашингтон (США). Расположены на полуострове Олимпик.
Горы сложены кварцитами, глинистыми сланцами и интрузивными породами. Высочайшая вершина — гора Олимпус (2427 м). На склонах произрастают высокоствольные хвойные леса, состоящие из дугласовой пихты, ситхинской ели. Некоторые деревья достигают 90 м. в высоту и 2,5 м. в диаметре. Вершины покрыты альпийскими лугами и ледниками. Большая часть гор находится в составе национального парка Олимпик.
Горы Олимпик-Маунтинс — один из самых влажных районов США, здесь выпадает свыше 2000 мм осадков в год.